# كلاي مايرز
كلاي مايرز (بالإنجليزية: Clay Myers)‏ هو مصور أمريكي، ولد في القرن العشرين في كوكومو في الولايات المتحدة.

## وصلات خارجية
- الموقع الرسمي
- كلاي مايرز على موقع IMDb (الإنجليزية)